# Persistenz (Chemie)
Als Persistenz bezeichnet man in der Biologie und Umweltchemie die Beständigkeit von – meist organischen – chemischen Verbindungen gegenüber chemisch-physikalischem und biologischem Abbau.
Die Abbaubarkeit von Fremdstoffen in Organismen wird durch deren Biopersistenz bewertet, zum Beispiel, um zu beurteilen, ob Mineralfaserstäube aufgrund langdauerndem Aufenthalt in der Lunge krebserregend sein können.
Besonders persistente Verbindungen bleiben unverändert durch physikalische, chemische oder biologische Prozesse über lange Zeiträume in der Umwelt. Einerseits ist die Persistenz als Stabilität oder Haltbarkeit erwünscht, andererseits ökologisch unerwünscht.
Die große Stabilität mancher Stoffe führt bei weiterem Eintrag in die Umwelt zu Anreicherungen, die nach Aufnahme durch Organismen zu erheblichen Schadwirkungen führen können. Stoffe von hoher Persistenz und Schadpotenzial sind zum Beispiel viele organische Chlorverbindungen, etwa DDT, die beispielsweise als Schädlingsbekämpfungsmittel angewendet werden.
Besonders bei persistenten Stoffen, die lipophil sind, kann es zu Anreicherungen in der Nahrungskette kommen (Biomagnifikation).
Ist ein Stoff zwar in der Umwelt hinreichend schnell abbaubar, wird aber durch Neueintrag immer wieder nachgeliefert, so spricht man von Pseudopersistenz.

## Beispiele
- Persistente organische Schadstoffe wie polychlorierte Biphenyle oder Fluorchlorkohlenwasserstoffe
- Kunststoffe (mit Zerfalls- bzw. Zersetzungszeiten bis in den Bereich von mehreren hundert Jahren, siehe z. B. Mikroplastik, Plastikmüll, Plastikmüll in den Ozeanen)
- Dreckiges Dutzend